# Здравко Сугарев
Здравко Тодоров Сугарев е виден български математик, статистик, икономист, демограф.

## Биография
Роден е на 6 януари 1909 г. в гр.Кюстендил, в семейството на Тодор Христов Сугарев (1.1.1870 — 22. Х.1927) — известен учител, педагог, автор на учебници, списания за деца, ръководства по математика за училищата. Негови братя са Делчо Сугарев и Стефан Сугарев.
През 1927 година завършва Кюстендилската смесена гимназия, а след това Софийски университет, специалност математика през 1932. Специализира и работи във Франция — Институт по статистика при Парижкия университет (1937 г.), в Институт „Анри Поанкаре“ при Сорбоната (1938 — 1939), в Германия — Институт за световно стопанство (1942)и в Московския икономико-статистически институт (1960).
Асистент в Сорбоната (1937-39), статистик математик и икономист в Статистическия институт за стопански проучвания при Софийския университет (1940-47), началник отдел „Статистика и планиране" при ЦУ на БНБ (1948-49), счетоводител ръководител в завод „Васил Коларов" (1950-51). Сугарев е дългогодишен университетски преподавателпо статистика, математика и теория на вероятностите, основател и първи ръководител на катедра „Висша математика“ във Висшия икономически институт „Карл Маркс“, София (1952-76), професор в Икономическия институт на БАН (Икономико-математическа лаборатория). Чете лекции в Софийския университет „Климент Охридски“, Висшия селскостопански институт (Пловдив), Висшата следдипломна школа, консултант е в Научноизследователския институт по статистика към Централно статистическо управление (днес Национален статистически институт), Центъра за социалистически проучвания при ЦК на ДКМС и др.
Член на Международния статистически институт, на Международната иконометрична асоциация, на Международния съюз за научно изследване на населението и Парижкото статистическо дружество. Разработва проблемите на моделирането на икономически и демографски процеси и структури, възпроизводството на статистически съвкупности, жизнения и трудов потенциал на населението и др.
Автор е на голям брой научни трудове в областта на теорията на вероятностите, статистиката, икономическите науки (счетоводство и финанси, трудови ресурси и др.) и демографията.
По-важни трудове: „Обръщаемост на оборотните средства" (1956); „Изследвания върху рентабилността" (1963); „Демография на България" (в съавт. 1974). Неговият учебник за ВУЗ „Демографска статистика“ представлява основен труд в областта на демографската методология. Автор е на концепцията за „динамична съвкупност“ (в статистиката, демографията, финансите и др.)
Носител на орден „Кирил и Методий" I ст. (1979).